# 나가오카쿄역
나가오카쿄역(일본어: 長岡京駅, ながおかきょうえき)은 일본 교토부 나가오카쿄시에 있는 역으로, 서일본 여객철도 (JR 서일본)의 도카이도 본선 (JR 교토 선) 상에 있는 역이다. 1995년까지는 고타리역(일본어: 神足駅, こうたりえき)로 불렸다.

## 역 구조
2면 4선의 섬식 플랫폼을 가지고 있는 지상역으로, 교상역사를 가지고있다.
역으로부터 무라다 제작소, 반비오로의 연락도로가 연결되어 있다.
ICOCA나 J스루 카드등을 이용할 수 있으며, ICOCA의 상호 이용 대상인 PiTaPa (스룻토 간사이 협의회)도 이용가능하다.

### 승강장
↑교토·구사쓰 방면

| １２ | | ３４ |

다카쓰키·오사카 방면↓
| 1 | ●JR 교토 선 (상행 외측선) | 통과열차만 존재, 폐쇄되어 있음                                   |
| 2 | ●JR 교토 선 (상행 내측선) | 교토·구사쓰·마이바라 방면                                        |
| 3 | ●JR 교토 선 (하행 내측선) | 다카쓰키·오사카·산노미야 방면                                    |
| 4 | ●JR 교토 선 (하행 외측선) | 다카쓰키·오사카·산노미야 방면 (토요일, 휴일 아침의 쾌속 1편성만) |

- 1, 4번 승강장은 줄 등으로 폐쇄해놓고 있지만, 정차열차가 들어오는 경우에만 줄을 벗겨 여객을 취급한다. 2007년 8월 기준으로, 평소의 시각표에서는 1번 승강장에 정차하는 열차 (다카쓰키 이동부터 외측선을 주행하는 상행 쾌속)은 설정되어 있지 않다.

## 이용 상황
2006년 기준, 1일당 승차인원은 약 19, 512명이다. (교토부 총계서로부터)
나가오카쿄 시의 중심부로부터는 떨어져있지만, 기업에의 통근객을 중심으로 이용객이 형성되고 있다.
또, 교토 부의 운전 면허 시험장 (한큐 버스 이용)로의 이용도 있다. 최근에는 역 주변에 아파트나 빌딩이 건설되고 있고 도로도 포장 공사를 끝마쳐 외관이 깔끔해졌다.
보다 나가오카쿄 시의 중심부에 가까운 한큐 전철 나가오카텐진 역의 이용자가 더 많다.

## 역세권 정보
JR에서는 나가오카텐진 에의 가장 가까운 역이지만, 나가오카 쿄시에서는 한큐 전철 교토 본선의 나가오카텐진 역이 중심부에 가깝다. 한큐 전철 나가오카텐진 역의 서쪽 출구로부터 도보로 약 15분 정도 걸리며, 게이한 전기 철도 게이한 본선의 요도역까지는 거리가 멀어, 도보로의 환승은 사실상 불가능하다.

### 서쪽 출구
- 한큐 전철 나가오카텐진 역 방향으로 이어진 방향으로 상점이 늘어서 있다.
- 2004년 11월부터 2005년 5월까지 보행자 통로, 버스 로터리, 주차장 등의 대규모 공사가 이루어졌다.
- 2005년 4월 20일에는 헤이와당 (프렌드 마트등으로 불리는 슈퍼마켓)을 포함한 종합 쇼핑몰이 완성되었다.
- 그 밖에 은행 ATM, 주점, 부동산 중개소, 치과, 패밀리 마트, 서점, 휘트니스 클럽, 유료 주차장, 병원, 학원 등이 위치하고 있다.

### 동쪽 출구
- 미쓰비시 전기, 마쓰시타 전기, 무라다 제작소, 일본 수송기 등의 기업 사무실 방향.
- 때문에 통근 시간대에는 계단과 주변 보도등이 상당히 혼잡하다.

### 버스 정류장
- 서쪽 출구 한큐 버스 - 나가오카쿄 선 (시내 순환, 오야마자키 영업소/무코 영업소 담당. 한큐 전원 버스에 운행 위탁).
- 서쪽 출구 나가오카쿄 해피 버스 - 나가오카쿄 시가 운영하는 지역 버스. 한큐 버스에 운행 위탁.
- 동쪽 출구 한큐 버스 - 나가오카쿄 선 (시내 순환, 오야마자키 영업소 담당. 한큐 전원 버스에 운행 위탁).
- 동쪽 출구 교토시 버스 - 남 2계통, 특남 2계통 (한큐 버스에 운행 위탁)

## 역사
- 1931년 8월 1일 - 일본국유철도의 코타리 역으로 개업. 여객, 화물 취급 개시.
- 1985년 11월 1일 - 화물 취급 중지. 이전까지는 스미토모 시멘트로의 전용선을 통해 화물 수송이 이루어졌었다.
- 1987년 2월 - 교상 역사 사용 개시.
- 1987년 4월 1일 - 일본국유철도 분할 민영화에 의하여 서일본 여객철도의 역이 되었다.
- 1995년 9월 1일 - 나가오카쿄 역으로 명칭 변경.

## 기타 사항
- 코타리 역이었던 시절에 쓰였던 역명판은 현재 나가오카쿄 시 코타리 니쵸메에 보존되어있다.
- 현재의 역사 앞에는 차장차로 사용되었던 요8000형이 정태 보존되어 있고, 0계나 D51형의 차륜이 전시 보존되어있다.

## 인접역
| 서일본 여객철도 도카이도 본선 | 서일본 여객철도 도카이도 본선                        | 서일본 여객철도 도카이도 본선 |
| ----------------------------- | ---------------------------------------------------- | ----------------------------- |
| 교토 마이바라 방면            | ● JR 교토 선 ■ 교토 ~ 니시아카시간 쾌속              | 다카쓰키 오사카 방면          |
| 무코마치 마이바라 방면        | ● JR 교토 선 ■ 보통 (각역정차), 다카쓰키 이서의 쾌속 | 야마자키 오사카 방면          |